# るり色の砂時計
『るり色の砂時計』（るりいろのすなどけい）は、1994年10月2日から2012年3月25日まで、九州朝日放送（KBC）・BIG BENの共同制作により、九州・山口のテレビ朝日系列で放送されていた旅番組。略称は『るり砂』。スカイ・A sports+でも放送されていた。

## 概要
通算放送回数は875回。九州朝日放送では『ドォーモ』と『九州街道ものがたり』に次ぐ長寿番組である。2005年10月からは字幕放送を、2006年11月からはハイビジョン放送（アナログ放送とスカイ・Aではレターボックス形式での放送）を実施していた。ハイビジョン放送開始と同時に、タイトルロゴが若干変更された。
番組タイトルの由来は、「宇宙はるり色（紫色を帯びた紺色）に輝き、人間がどんな生活をしようとも、大自然は音もなく時を刻んでいる」とのことである。
番組は2012年3月25日の放送をもって終了。18年間の放送に幕を閉じた。最終回は55分スペシャルという形で放送された。
2020年7月28日よりYouTubeで、株式会社ビッグベンにて「『不急』であっても『不要』ではない『旅』。九州・山口の観光地を応援する『旅よか』」として放送素材を再編集した動画が公開されている。

### 番組コンセプト
この番組のコンセプトは「日々の暮らしの流れに埋もれることなく、宇宙の大いなるリズム=大いなる自然の織り成す不思議を受け止め、人間らしさを回復しよう」である。1999年10月から2008年9月までの9年間、毎月月末に配布されていたフリーペーパー「るり色通信」の公式サイトにも内容を省略して書かれていた。

### 内容
女性ナビゲーターが九州・山口各県の観光スポットやグルメ情報などを紹介。まれに広島県の宮島、島根県の津和野などの九州・山口以外の地域も紹介し、過去には新春スペシャルとしてニューカレドニアも訪れた。2004年10月に放送500回を達成し、その際には2週にわたって韓国の釜山と済州島を紹介。九州・山口のほとんどの市町村でロケが行われていた。年末にはその年の放送内容の総集編を放送することが多く、毎年1月には新春スペシャル（スカイ・Aでは放送無し）を放送していた。
全体的な傾向として、11月から2月ごろまでの冬の時期には由布院温泉や黒川温泉、嬉野温泉や指宿温泉といった温泉地を紹介することが多く、5月から8月ごろまでの夏の時期には阿蘇やくじゅうなどの山間の高原地、日南海岸などの海のリゾートを紹介することが多かった。

## 放送時間

### 通常放送
| 放送対象地域 | 放送局              | 系列           | 放送日時                              | 備考 |
| ------------ | ------------------- | -------------- | ------------------------------------- | --- |
| 山口県       | 山口朝日放送（yab） | テレビ朝日系列 | 日曜 05:15 - 05:50                    | |
| 福岡県       | 九州朝日放送（KBC） | テレビ朝日系列 | 日曜 12:15 - 12:55                    | 製作局 福岡国際マラソンなどの中継がある日には放送時間を変更                                                          |
| 長崎県       | 長崎文化放送（NCC） | テレビ朝日系列 | 日曜 12:15 - 12:55                    | 福岡国際マラソンなどの中継がある日には放送時間を変更                                                                 |
| 熊本県       | 熊本朝日放送（KAB） | テレビ朝日系列 | 日曜 12:15 - 12:55                    | 福岡国際マラソンなどの中継がある日には放送時間を変更                                                                 |
| 大分県       | 大分朝日放送（OAB） | テレビ朝日系列 | 日曜 12:15 - 12:55                    | 福岡国際マラソンなどの中継がある日には放送時間を変更                                                                 |
| 鹿児島県     | 鹿児島放送（KKB）   | テレビ朝日系列 | 日曜 12:15 - 12:55                    | 福岡国際マラソンなどの中継がある日には放送時間を変更                                                                 |
| 沖縄県       | 琉球朝日放送（QAB） | テレビ朝日系列 | 土曜 1:45 - 2:15（金曜深夜）          | 再編集で30分にまとめた『るり色の砂時計コレクション』を放送                                                           |
| 宮崎県       | テレビ宮崎（UMK）   | クロスネット局 | 不定期放送                            | フジテレビ系列主体                                                                                                   |
| 日本全域     | スカイ・A sports+   | CS放送         | 原則として土曜午前 （放送時間は不定） | 2012年4月時点で2か月遅れ 特番等の影響で時間変更または放送休止になる場合あり 休止の際には後日1週間に2回分の放送を実施 |

このほかの系列局でもごくまれに単発扱いで放送されることがあった。過去には青森朝日放送（ABA、青森県）、北陸朝日放送（HAB、石川県）、広島ホームテレビ（HOME、広島県）などで放送。単発ネット局の青森朝日放送では、エンディングで「Continued （続く）」と表示されていた。

### 新春開運スペシャル
2012年新春に放送の『新春開運スペシャル』は、九州・山口・沖縄地区の系列局に加えて広島ホームテレビでも放送された。
| 放送対象地域 | 放送局                   | 系列           | 放送日時                           | 備考       |
| ------------ | ------------------------ | -------------- | ---------------------------------- | ---------- |
| 大分県       | 大分朝日放送（OAB）      | テレビ朝日系列 | 2012年1月2日（月曜） 06:00 - 06:55 | 先行ネット |
| 福岡県       | 九州朝日放送（KBC）      | テレビ朝日系列 | 2012年1月3日（火曜） 15:05 - 16:00 | 製作局     |
| 広島県       | 広島ホームテレビ（HOME） | テレビ朝日系列 | 2012年1月4日（水曜） 04:55 - 05:50 |            |
| 山口県       | 山口朝日放送（yab）      | テレビ朝日系列 | 2012年1月4日（水曜） 04:55 - 05:50 |            |
| 熊本県       | 熊本朝日放送（KAB）      | テレビ朝日系列 | 2012年1月4日（水曜） 10:00 - 10:55 |            |
| 長崎県       | 長崎文化放送（NCC）      | テレビ朝日系列 | 2012年1月5日（木曜） 01:25 - 02:20 |            |
| 沖縄県       | 琉球朝日放送（QAB）      | テレビ朝日系列 | 2012年1月6日（金曜） 01:45 - 02:40 |            |
| 鹿児島県     | 鹿児島放送（KKB）        | テレビ朝日系列 | 2012年1月8日（日曜） 02:25 - 03:20 |            |
| 宮崎県       | テレビ宮崎（UMK）        | クロスネット局 | 2012年1月8日（日曜） 08:00 - 08:55 |            |

## 出演者

### 歴代ナビゲーター
| 期間      | 期間       | ナビゲーター        |
| --------- | ---------- | ------------------- |
| 1994.10.2 | 1996.3.31  | 泉やすこ            |
| 1996.4.7  | 1998.3.29  | 馬島えり            |
| 1998.4.5  | 1998.12.27 | 中尾香織            |
| 1999.1.10 | 2001.3.25  | 溝口多佳子          |
| 2001.4.1  | 2004.3.28  | 小島かおり          |
| 2004.4.4  | 2006.9.24  | 佐藤はるみ          |
| 2006.10.1 | 2009.3.29  | 藤原里奈            |
| 2009.4.5  | 2010.3.28  | 井上けい 山本かおり |
| 2010.4.4  | 2012.3.25  | 加来いずみ          |

### ナレーター
- 逸見明正（当時九州朝日放送アナウンサー）
- 逸見の担当以前には、沢田幸二（九州朝日放送アナウンサー）、草柳悟堂、巽孝之（いずれも当時九州朝日放送アナウンサー）が担当していた。

## テーマ曲

### オープニングテーマ
- ハネムーン イン パリス - FLAT FACE（2009年3月まで）
- Dreams - The Cranberrys（2009年4月以降）

### エンディングテーマ
- KISS OF LIFE - SADE（2009年3月まで）
- あなたのその笑顔はいいヒントになる - 植村花菜（2009年4月 - 2010年3月）
- Sleeps with Butterflies - Tori Amos（2010年4月以降）

## 関連事項
- まれに番組中に紹介した旅館やホテルの宿泊券の応募告知をすることがあった。その場合、スカイ・Aでは告知部分はカットされていた。過去にCD販売告知と「るり色通信」の購読案内が1週おきに行われていた。
- 九州朝日放送は金曜 10:25 - 10:40に番組本編の過去の放送分を再編集し、15分に短縮した『風を感じて』という番組を放送していたことがある。
- 鹿児島放送は2005年3月まで土曜日未明（金曜日深夜）に放送。2005年4月に同時ネットへと移行したが、それからしばらくの間は月に1回のペースで同局製作番組を編成していた。
- 熊本朝日放送は、理由は定かではないが2007年10月から2008年2月まで番組を放送していなかった。2008年3月から2008年9月までは金曜 10:45 - 11:22に放送し、2008年10月以降は九州朝日放送と同じ時間帯に放送していた。
- 不定期で、朝日新聞西部本社発行九州版に特集が組まれることがあった。
- 2010年には、GYAO!ストア内の「KBC 動画でGO」にて、過去の放送のダイジェスト版が有料配信されていた。